# Burt Kennedy
Burton Raphael Kennedy (* 3. September 1922 in Muskegon, Michigan; † 15. Februar 2001 in Sherman Oaks, Kalifornien) war ein US-amerikanischer Drehbuchautor und Regisseur.

## Leben
Kennedy diente in der 1st Cavalry Division bei der Rückeroberung der Philippinen im Zweiten Weltkrieg. Er erhielt den Orden Silver Star, die Bronze Star Medal und das Purple Heart. Danach begann Kennedy, für das Radio zu schreiben. Dann nutzte er seine Ausbildung als Kavallerieoffizier, um sich einen Job als Fechttrainer zu sichern. Er begann auch damit, in Filmen Fecht-Stunts zu doubeln.
John Wayne gab ihm den Auftrag für sein erstes Filmdrehbuch. Der Western Der Siebente ist dran entstand unter der Regie von Budd Boetticher mit Randolph Scott in der Hauptrolle. Danach schrieb er mit Gun the Man Down und Man in the Vault zwei weitere Drehbücher für Waynes Produktionsgesellschaft, die zugleich die ersten zwei Regiearbeiten von Andrew V. McLaglen waren. Es folgten drei weitere Drehbücher in der fruchtbaren Zusammenarbeit mit Boetticher, bevor Kennedy 1961 auch ins Regiefach wechselte und an mehr als 40 Film- und Fernsehproduktionen mitwirkte.
Kennedy wurde auf dem Ehrenfriedhof Arlington National Cemetery beerdigt.

## Filmografie

### Drehbücher (Auswahl)
- 1956: Der Siebente ist dran (Seven Men From Now)
- 1957: Um Kopf und Kragen (The Tall T)
- 1958: Im Höllentempo nach Fort Dobbs (Fort Dobbs)
- 1959: Man nannte ihn Kelly (Yellowstone Kelly)
- 1959: Auf eigene Faust (Ride Lonesome)
- 1960: Einer gibt nicht auf (Comanche Station)
- 1967: Heiße Colts in harten Fäusten (Return of the Gunfighter)
- 1990: Weißer Jäger, schwarzes Herz (White Hunter Black Heart)

### Regie (Auswahl)
- 1961: Die rote Schwadron (The Canadians)
- 1964: Der Wilde von Montana (Mail Order Bride)
- 1965: Nebraska (The Rounders)
- 1965: Goldfalle (The Money Trap)
- 1966: Die Rückkehr der glorreichen Sieben (Return of the Seven)
- 1967: Mordbrenner von Arkansas (Welcome to Hard Times)
- 1967: Die Gewaltigen (The War Wagon)
- 1969: Auch ein Sheriff braucht mal Hilfe (Support Your Local Sheriff!)
- 1969: Der gnadenlose Rächer (Young Billy Young)
- 1969: Die Letzten vom Red River (The Good Guys and the Bad Guys)
- 1970: Der „schärfste“ aller Banditen (Dirty Dingus Magee)
- 1970: Die Höllenhunde (La spina dorsale del diavolo)
- 1971: Latigo (Support Your Local Gunfighter)
- 1971: In einem Sattel mit dem Tod (Hannie Caulder)
- 1973: Dreckiges Gold (The Train Robbers)
- 1976: Der Mörder in mir (The Killer Inside Me)
- 1978: Amok-Jagd (Wolf Lake)
- 1986: Entscheidung am Long Hill (Louis L'Amour's Down the Long Hills)
- 1987: The Trouble with Spies
- 1987: Alamo – 13 Tage bis zum Sieg (The Alamo: Thirteen Days to Glory)
- 1990: Big Bad John
- 1991: Der Ritter aus dem All (Suburban Commando)
- 2000: Comanche